# Attilo
Attilo, Attole, Attelanus ou Attalenus est un évêque de Laon du VIIe siècle, attesté de 648 à 673.

## Biographie
Il est issu d'une famille noble et a pour frère Leudegisèle qui est évêque de Reims,,,.
La première attestation d'Attilo en tant qu'évêque de Laon est en 648, quand il participe à la fondation de l'abbaye de Stavelot-Malmedy,,. Sa présence montre qu'il est alors un partisan du maire du palais pippinide Grimoald,. 
C'est pendant son épiscopat que Salaberge se réfugie à Laon et y fonde, avec son appui, l'abbaye Saint-Jean de Laon,,,,, ce qui montre des relations proches, peut-être une parenté, entre les deux.
Attilo entretient de bonnes relations avec l'évêque de Reims Nivard.
Il est également présent lors de la fondation de l'abbaye de Montier-en-Der en 673, ce qui semble faire de lui un partisan du maire du palais Wulfoald. C'est la dernière fois qu'il est cité.
Le positionnement politique d'Attilo, qui soutient le maire du palais Wulfoald contre Ébroïn, laisse penser que Leudegisèle et Attilo appartiennent tous deux au clan  des Wulfoald-Gunduin, c'est-à-dire à la famille des Agilolofing. Leudegisèle est peut-être neveu de la reine Nantilde.